# Ed Benedict
Ed Benedict (Cleveland, 23 de agosto de 1912 – Auburn, 28 de agosto de 2006) foi um desenhista de animação norte-americano. Ele é mais conhecido por seu trabalho com a Hanna-Barbera, onde ele ajudou a projetar Fred Flintstone, Yogi Bear e Ruff and Ready.

## Carreira
Ele começou sua carreira de animação em 1930 no The Walt Disney Studios. Ele saiu em 1933 para trabalhar na Universal Studios como animador na série de curtas Oswald the Lucky Rabbit de Walter Lantz. (Coincidentemente, Oswald foi criado pela Walt Disney Studios para Universal). Bento retornou brevemente à Disney na década de 1940, recebendo seu único crédito da Disney no filme de animação Make Mne iMusic. Ele então passou vários anos criando animação para comerciais de televisão.
Em 1952, Benedict foi contatado por Tex Avery, que trabalhou com ele na Universal Studios. Avery convidou Benedict para trabalhar na unidade de animação de Avery na MGM. Benedict realizou a animação principal e layouts para Avery e, mais tarde, para Michael Lah após a saída de Avery do estúdio. Seu trabalho pode ser visto em Dixieland Droopy, The First Bad Man e Deputy Droopy.
No final dos anos 50, Benedict foi recrutado pelos ex-animadores da MGM, William Hanna e Joseph Barbera, para fornecer character designs para sua nova série animada de televisão, The Ruff & Reddy Show. Ele acabou se tornando o principal designer de personagens da Hanna-Barbera, projetando Yogi Bear, Huckleberry Hound, Quick Draw McGraw, os vários personagens de The Flintstones e muitos outros.
Benedict deixou Hanna-Barbera no final dos anos 1960, mas continuou a fornecer trabalho autônomo até sua aposentadoria no início dos anos 70. Ainda assim, ele atuou como um dos conselheiros da série original do Cartoon Network, Johnny Bravo. Ele é citado como uma grande inspiração pelo animador John Kricfalusi, entre outros.
Bento morreu dormindo em sua casa em Auburn, Califórnia.